# Studia Croatica
Studia Croatica (también Instituto Studia Croatica, antes Instituto Croata Latinoamericano de Cultura) es una revista que se publica desde 1960 en Buenos Aires, con material sobre literatura, historia, herencia cultural y política.

## Inicios
La revista comenzó cuando un grupo de intelectuales croatas, emigrados políticos en Argentina, decidieron fundar un medio que les permitiera difundir la cultura y la problemática croata en el país que los había acogido, para contrarrestar la desinformación consciente que consideraban que emanaba el régimen de la República Federativa Socialista de Yugoslavia.
En noviembre de 1960 apareció el primer número y en su página inicial podía leerse lo siguiente:

La presente publicación está destinada a la opinión pública de los países iberoamericanos, particularmente a quienes por su vocación o función tienen interés por el estudio de la situación imperante en la Europa Central y del Sur, zonas sometidas actualmente a la presión comunista. Es esta publicación, auténtica expresión de los exilados croatas, entre los que se cuentan no pocos intelectuales, víctimas de la persecución comunista. Impulsa a los iniciadores el deseo de informar al mundo libre sobre el acervo histórico-cultural de su vieja patria, sobre sus sufrimientos, los acontecimientos y la lucha que sobrelleva por la libertad y la independencia. Los mueve, al par, el agradecimiento hacia las repúblicas americanas, en las que encontraron una nueva patria hospitalaria, lo que retribuyen comunicándoles sus experiencias con el comunismo, que hoy en día constituye el enemigo común en todo el mundo libre.

Además de las ediciones regulares de la revista Studia Croatica, se editaron libros tales como:
- La Tragedia de Bleiburg – Documentos sobre la matanza masiva de croatas en la Yugoslavia comunista en el año 1945
- Bosnia y Hercegovina – Aportes al esclarecimiento del origen de la Primera Guerra Mundial
- Croacia y la crisis actual en Yugoslavia, Croacia y su destino
- El Estatuto de Dubrovnik del año 1272

Entre muchos otros, libros que complementaban la tarea de difusión política y cultural.
Los primeros tres directores de la revista fueron: Ivo Bogdan (1960-1971), Franjo Nevistić (1971-1984) y el Dr. Radovan Latković (1984-1994). Joza Vrljičak es director desde 1995 y Dra. Adriana Smajić codirectora desde 2016.
Desde 1996 la revista está en línea y se ha convertido en el sitio web más grande de toda la diáspora croata, con páginas en castellano, inglés, francés y croata.